# NGC 705
NGC 705 est une galaxie lenticulaire située dans la constellation d'Andromède. NGC 705 a été découverte par l'astronome germano-britannique William Herschel en 1786.

## Caractéristiques
Sa vitesse par rapport au fond diffus cosmologique est de 4 260 ± 21 km/s, ce qui correspond à une distance de Hubble de 62,8 ± 4,4 Mpc (∼205 millions d'al).
À ce jour, une mesure non basée sur le décalage vers le rouge (redshift) donne une distance d'environ 65,400 Mpc (∼213 millions d'al). Cette valeur est à l'intérieur de la distance de Hubble.

## Groupe de NGC 669

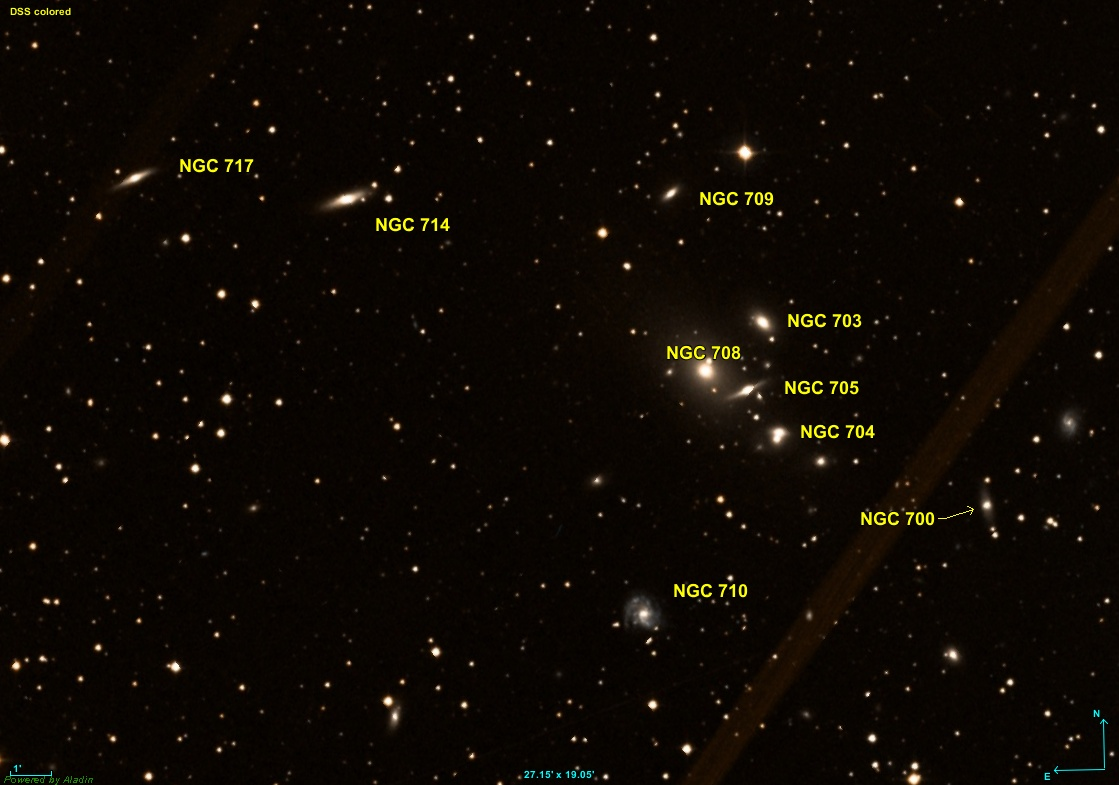
L'amas galactique Abell 262. NGC 759 est en dehors du champ de l'image, à gauche.

NGC 705 fait partie du groupe de NGC 669. Ce groupe comprend plus d'une trentaine de galaxies, dont 15 figurent au catalogue NGC et 3 au catalogue IC.
NGC 705 fait partie de l'amas de galaxies Abell 262, un sous-ensemble du superamas de Persée-Poissons. Les autres galaxies NGC de cet amas qui comprend plus de 100 membres sont : NGC 700, NGC 703, NGC 704, NGC 708, NGC 709, NGC 710, NGC 714, NGC 717 et NGC 759.